# 風紋 (松本清張)
『風紋』（ふうもん）は、松本清張の長編小説。『流れの結象』のタイトルで『現代』に連載され（1967年1月号 - 1968年6月号、連載時の挿絵は生沢朗）、1978年6月、講談社より刊行された。

## あらすじ
食品メーカーの東方食品に勤務する今津章一は、社長の杠忠造を軸とする社史の編纂を担当することになり、杠社長や大山常務など会社の重役と接する機会を持つようになる。そこへ、会社の看板商品のサプリメント「キャメラミン」に、宣伝で謳われている成分が実際には含まれておらず、有害な化学成分が含まれているとする資料が出回っているという話を聞く。これに対し、テレビ業界とも密接な繋がりを持つ宣伝部長の工藤を中心に、噂を根絶するため大宣伝を投入、キャメラミンを愛用しているという著名人を広告にずらりと並べるが、今津はいい会社だと思って入社した東方食品の基礎の弱さを感じ、侘しい気持ちになる。しかしほどなく、テレビ広告が激減、工藤宣伝部長の無断欠勤から退社辞令へと不穏な動きが続く。内憂の間にキャメラミンの虚偽が世間に知られ、信用をなくした東方食品は大きく事業を縮小、人員整理の対象となった今津は編集者に転身し、小説家の私に当時の実情を語る。

## 主な登場人物
今津章一
日本橋の食品メーカー「東方食品」の社員。私大英文科卒の経歴と多少文章の立つことから、社史編纂室付になる。
浅野忠
今津の上司で社史編纂室長。考古学が趣味で、休日には古代遺跡を見に出かける。
小太郎
神楽坂の料亭「多喜川」の若い芸者。新宿の喫茶店で再会して以後、今津と親しくなる。
杠忠造
東方食品の創業者で社長。
島田
東方食品の専務で、創業期の功労者。
大山専造
東方食品の常務。忠造とは中学校時代の同窓。
工藤稔
東方食品の宣伝部長。業界の切れ者として知られる。
吉村哲夫
国立T大の講師で栄養学専攻。今津の遠い親戚。

## エピソード
- 本作の取材はのちに『FRIDAY』編集長となる伊藤寿男が担当した。伊藤はキャメル・ソーン（英語版）の調査に苦労したと回想している[1]。
- 社会学者の小関三平は、本作の連載開始前に「アリナミンの有名無実と有害の恐れを東大講師・高橋晄正が告発」する事件があり、「危険な薬品」が「危険な食品」とならんで問題になっていることを、本作で著者が諷刺したと推測している[2]。
- 登場人物の浅野忠は、著者が小倉の朝日新聞勤務時代に机を隣りあわせていた広告部校閲係主任の浅野隆がモデルとなっている[注釈 1]。西アジア考古学者の大津忠彦は、浅野忠の「この前の日曜日には長野県の尖石の遺跡を見に行って長い間の念願を果しましたよ」[4]のセリフが、浅野隆の話で興味を覚えた考古学者の森本六爾について調べるため、1953年に長野県諏訪市を訪れた清張の経験を反映すること、また、杠忠造と島田がキャメル・ソーン採取目的で西アジアを訪れる年が、日本の考古学界がはじめて西アジアの古代遺跡の発掘調査に着手した1956年に設定されていることなどを挙げ、「風紋」は確かに「社会派企業ミステリー」ながら、清張自身の考古学との私的繋がり具合を織り交ぜていると評している[5]。
- キャメル・ソーンは著者の『砂漠の塩』の終盤の節「駱駝の刺」「終章」でも言及される。